# إيليا أبو شديد
إيليا أبو شديد شاعر لبناني (26 نوفمبر 1934 - 18 مايو 1998).

## عن حياته
حرر في عدة مجلات منها:
- صوت الجبل
- صوت الشاعر
- الشعلة
- له قصيدة نهر الأيام من دواوينه ندم 1955 و ليالي النار سنة 1961 . له إبنتان هما الممثلتان هيام أبو شديد - نغم أبو شديد.

## وفاته
توفي في 18 مايو 1998 عن عمر يناهز 63 سنة .